# Al-Yazzar as-Saraqusti

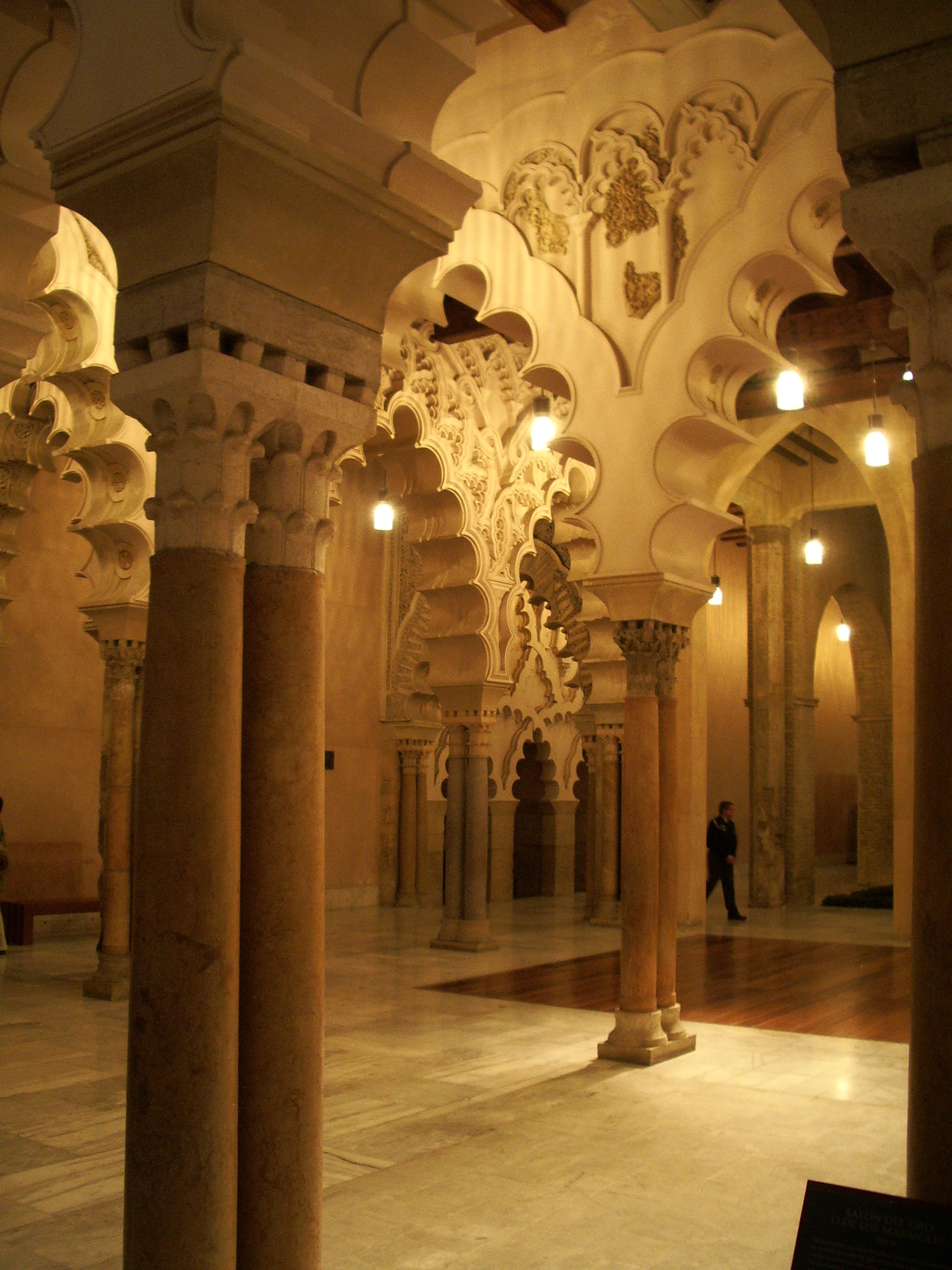
Al-Yazzar as-Saraqusti es conocido como «El poeta de la Aljafería» por los versos que describen este palacio en un panegírico que ensalza al eslavo Zuhayr, su arquitecto.

Al-Yazzar as-Saraqusti (en árabe الـجـزار الـسـرقـسـطـي; transl.: Abū Bakr Yaḥya al-Ğazzār as-Saraqusṭī; c. 1060 - 1120?) fue un poeta hispanoárabe, activo en Zaragoza entre 1085 y 1110. Gozó de la protección de los reyes taifas Al-Mutamán y Al-Musta'in II. Cultivó el panegírico áulico y la poesía satírico-burlesca. Compuso moaxajas y jarchas en dialecto romance andalusí. Según la antología de poesía andalusí Kitāb rāyāt al-mubarrizīn wa-gāyāt al-mumayyizīn ('El libro de las banderas de los campeones') de Ibn Said al-Maghribi, es el autor más representativo de la taifa de Zaragoza.
Siguió el modelo del célebre poeta neoclásico Abu Tammam, quien abundó en figuras retóricas. Destacó en la composición de panegíricos, como el que dirigió al eslavo Zuhayr, arquitecto de la Aljafería, por el que Al-Yazzar es conocido como «el poeta de la Aljafería». Algunos versos de este poema son:

Bástete como honra y motivo de orgullo que fueras considerado capaz para construir la Aljafería,
alcázar en el que fijó el gozo su campamento y que ofusca la vista con su brillo deslumbrante.
Nuestros pies huellan en su suelo seda cruda en lugar de ladrillos cocidos y polvo.
Vemos (allí) las alfombras en forma alineada, recamadas por el centro y los lados.
De blanco sobre rojo, se asemejan a la jactancia de los extraviados y al rubor de la doncella.
Suelo cuya belleza de brocado fino se extiende resplandeciente, como un vergel ameno.
Trad. de Salvador Barberá Fraguas, apud Andú Resano, op. cit., 2007.

Al-Yazzar as-Saraqusti, conocido por su oficio y apelativo de «Yazzar», es decir, 'El Carnicero'. Es uno de los ejemplos máximos de ascenso social de la sociedad andalusí, pues llegó a poeta aúlico y secretario-visir con Al-Mutamán y Al-Musta'in II.
Pese a la humildad de su oficio (si bien entre los árabes el gremio de los carniceros gozaba de cierto prestigio), pronto frecuentó los círculos aristocráticos de la capital de la Marca Superior. Se relacionó con Ibn Baqi, exgobernador de Medinaceli, y sus allegados que se trasladaron a Saraqusta donde celebraron reuniones literarias tras perder el poder en esa ciudad.
Dedicó su poesía laudatoria a la exaltación del linaje árabe de los Banu Hud, reyes de Saraqusta, y satirizando a sus detractores, pero destaca sobre todo en el género burlesco como autor de conocidos epigramas, como aquel en el que, quejándose a Ibn Hasday, gran visir de estos dos reyes de Zaragoza, de la poca recompensa que obtenía por sus poemas, exalta su bajo oficio de carnicero describiéndolo como una parodia del estilo de la poesía bélica y heroica:

¡Cuánto perro y cuánto gato dio noticias de nuestras hazañas!, ¡nosotros,

que hemos alcanzado el corazón de la gloria! (...)

Hemos atacado a las hordas caprinas

hasta el punto de infundir en ellas pánico, terror,

y no rehuimos jamás aquellas razas taurinas

hasta haber conseguido mezclar sus babas con la roja sangre...

Son también notables sus diez moaxajas, casi todas de tono lírico y tema amoroso, dos de las cuales incluyen jarchas o estrofa final escrita en romance andalusí, que era la lengua derivada del latín coloquial hablada por los árabes para comunicarse con cristianos, que suponía un dialecto románico que ha sido impropiamente bautizado como mozárabe, y que acabaron incorporando a su poesía con las innovaciones de la lírica hispanoárabe del siglo XI. He aquí sendas jarchas de Al-Yazzar as-Saraqusti:

Qued amey fillol alieno ed él a' mib,
quered-lo de mib vetar su arraqib

¡Porque amé a un muchacho ajeno y él a mí
me lo quiere esconder su cuidador!

Mámma, ést' al-gulám
la búd kullu liyya
halál au harám

Madre, este mocito
ha de ser todo mío
por las malas o por las buenas.

## Obra poética
- AL-GAZZAR, Abu Bakr, Diwan. Abu Bakr al-Gazzar, el poeta de la Aljafería (ed. bilingüe, estudio introductorio y notas de Salvador Barberá Fraguas), Zaragoza, Larumbe-Prensas Universitarias de Zaragoza (Clásicos aragoneses), 2005.